# Język hadza
Język hadza (inne nazwy: hadzabi, hadzapi, hatsa, kangeju, kindiga, tindiga, wakindiga) – izolowany język używany przez grupę ludności w Tanzanii, czasami zaliczany do rodziny języków khoisan. Posługuje się nim mniej niż 1000 osób z następujących regionów Tanzanii: Singida (osady południowe i północno-zachodnie na południowo-wschodnim brzegu jeziora Eyasi), Manyara (dystrykty Iramba i Mbulu), Shinyanga (dystrykt Masawa).
Jego cechą charakterystyczną, podobnie jak w przypadku innych języków z rodziny khoisan, są tzw. mlaski.
Według niektórych badaczy dialektem khoisan może być bali.